# Amydria socialis
Amydria socialis är en fjärilsart som beskrevs av Beutelspacher 1977. Amydria socialis ingår i släktet Amydria och familjen Acrolophidae. Inga underarter finns listade i Catalogue of Life.